# Convolvulus
- Commons
- Wikispecies

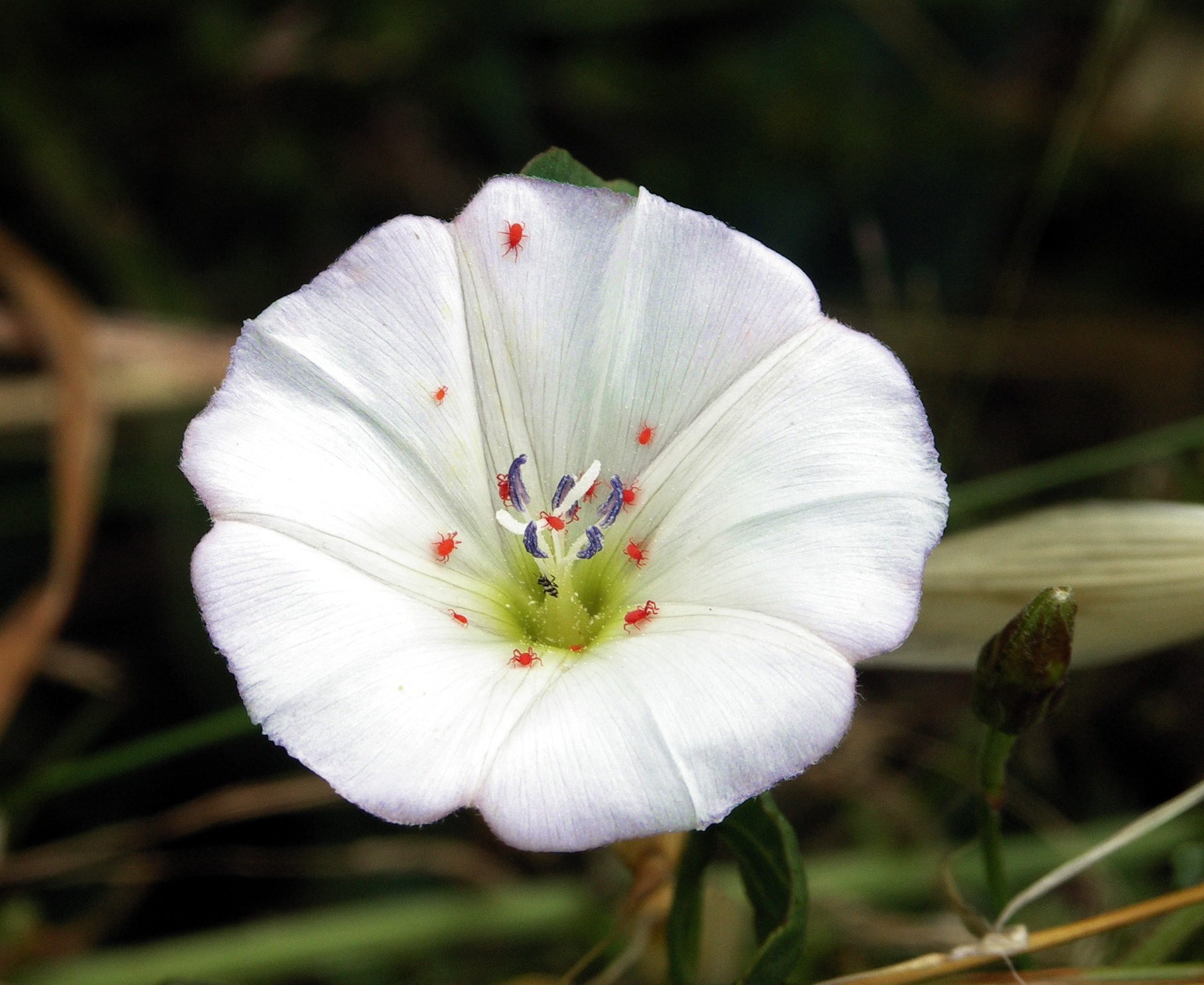
Convolvulus arvensis

Convolvulus L. é um género botânico pertencente à família Convolvulaceae.

## Sinonímia
- Strophocaulos Small

## Espécies
| - Convolvulus althaeoides - Convolvulus angustissimus - Convolvulus arvensis - Convolvulus assyricus - Convolvulus boissieri - Convolvulus calvertii - Convolvulus calycina - Convulvulus canariensis - Convolvulus cantabricus - Convolvulus capensis - Convolvulus cataonnicus - Convolvulus chilensis - Convolvulus cneorum - Convolvulus compactus - Convolvulus dorycnium - Convolvulus equitans - Convolvulus erubescens - Convolvulus eyreanus - Convolvulus floridus - Convolvulus fractosaxosa - Convolvulus graminetinus - Convolvulus hermanniae | - Convolvulus holosericeus - Convolvulus humilis - Convolvulus incanus - Convolvulus lineatus - Convolvulus nodiflorus - Convolvulus ocellatus - Convolvulus oleifolius - Convolvulus pentapetaloides - Convolvulus persicus - Convolvulus phrygius - Convolvulus pilosellifolius - Convolvulus remotus - Convolvulus sabatius - Convolvulus scammonia - Convolvulus scoparius - Convolvulus siculus - Convolvulus suffruticosus - Convolvulus tricolor - Convolvulus verecundus - Convolvulus waitaha - Convolvulus wallichianus |

- Lista completa

## Classificação do gênero
| Sistema | Classificação                      | Referência               |
| ------- | ---------------------------------- | ------------------------ |
| Linné   | Classe Pentandria, ordem Monogynia | Species plantarum (1753) |